# 洛希瓣
洛希瓣是包圍在恆星周圍的空間，在這個範圍內的物質會受到該天體的引力約束而在軌道上環繞。如果恆星膨脹至洛希瓣的範圍之外，這些物質將會擺脫掉恆星引力的束縛。如果這顆恆星是聯星系統，則這些物質會經由內拉格朗日點落入伴星的範圍內。等位面的臨界引力邊界形狀類似淚滴形，淚滴形的尖端指向另一顆伴星（尖端位於系統的L1拉格朗日點）。它不同於洛希極限，後者是僅由引力維繫在一起的物質受到潮汐力作用開始崩解的距離；它也與洛希球不同，那是在一個天體周圍的空間，在受到另一個它所環繞的更巨大天體的攝動時，仍能維持小天體的軌道穩定，接近球形的引力球。洛希瓣、洛希極限和洛希球都是以法國天文學家愛德華·洛希的名字命名的。

## 洛希瓣的定義

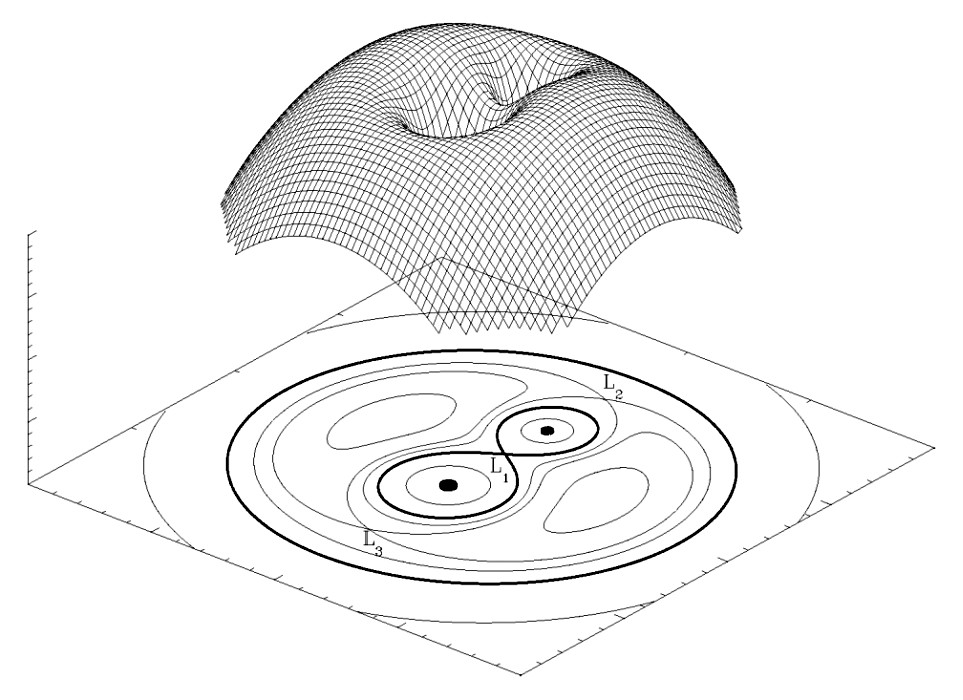
在質量比為2的聯星中，在相同轉動方向系統下的三度空間洛希等位面。在等位面下面底部的淚滴形圖被稱為恆星的洛希瓣。, and 是引力互相抵消的拉格朗日點。如果恆星的物質已經充滿了洛希瓣，則物質可以從恆星點的鞍部流向它的伴星Source 。

在有著圓軌道的聯星系統中，它通常能在隨著天體一起轉動的座標系統中很有效的描述。除了重力之外還必須考慮離心慣性力。可以用勢能一起描述這兩種力，例如，恆星的表面可以沿著等位面表面伸展。
在靠近個別的恆星時，相同的重力等位面形狀是接近球形的，並且與靠近的恆星是同心球。在離恆星系統較遠處，等位面的形狀接近橢球體，並且延伸的方向平行於兩顆恆星的聯心軸線的方向。臨界的等位面和系統本身的L1拉格朗日點相交會，各自在瓣圖中形成在兩顆恆星之間的8字形瓣圖。這個臨界的等位面定義出洛希瓣。
當相對於共同轉動系統中的物質流動時，似乎會採取像科氏力的行為。這不是從洛希瓣的模型推導出來的，科氏力是不守恒力（也就是說，不能以純量來處理）。

## 質量轉移
當一顆恆星"超越了洛希瓣"，它的表面擴展至洛希瓣之外，同時超越過洛希瓣的物質會經由L1拉格朗日點掉落至伴星的洛希瓣之內。在聯星演化的過程中，這種質量傳輸被稱為洛希瓣溢流（洛希瓣超流）。  
原則上，質量傳輸可能導致天體完全的解體，因為質量的減少會導致洛希瓣的萎縮。但是，有幾個原因使這種情況通常不至於發生。首先，捐助恆星的質量減縮會導致捐助者的縮小，這可能會阻礙後續的捐助。其次，在聯星的兩顆恆星之間的質量傳輸還包括了角動量的傳輸。當物質從質量較大的恆星捐助給原本質量較小的恆星增生時，通常會導致軌道的收縮，反過來造成聯星軌道的膨脹（根據質量守恆和角動量守恆的設想）。聯星軌道的擴大將導致較少的戲劇性收縮，或甚至會擴大捐助者的洛希瓣，而這通常會阻止捐助者受到破壞。
要測量質量傳輸的穩定性和捐助者確實的萎縮，需要實際計算捐助恆星的半徑和之後的洛希瓣質量傳輸；如果恆星擴張的比洛希瓣的縮小還快，或是縮小的比洛希瓣拖拉的時間還慢，質量的傳輸會變得不穩定而導致捐助恆星瓦解的可能。如果捐助恆星擴張的較慢，或是收縮得比洛希瓣快，質量的傳輸通常會保持穩定並且可以持續很長的時間。
由於洛希瓣溢流的質量傳輸是易懂的幾種天文現象之一，包括大陵五系統，再發新星（包含一顆紅巨星和一顆白矮星的聯星，並且相距的距離足以使紅巨星的物質逐漸流動至白矮星）、X射線聯星和毫秒脈衝星。

## 洛希瓣的幾何
洛希瓣的精確形狀取決於質量比，並且必須經過數值的計算。但是，在多數的用途中，都使用形狀近似和有著相同體積的洛希瓣。一個有著球形和半徑的近似計算公式如下：
{\displaystyle {\frac {r_{1}}{A}}=0.38+0.2\log {\frac {M_{1}}{M_{2}}}}
for 
{\displaystyle 0.3<{\frac {M_{1}}{M_{2}}}<20}
並且
{\displaystyle {\frac {r_{1}}{A}}=0.46224\left({\frac {M_{1}}{M_{1}+M_{2}}}\right)^{1/3}}
對於
{\displaystyle {\frac {M_{1}}{M_{2}}}<0.8}
此處，A是系統的半長軸，{\displaystyle r_{1}}是環繞著質量為{\displaystyle M_{1}}的洛希瓣的半徑。這些公式大約可以精確到2%以內。